# Escola de Genebra

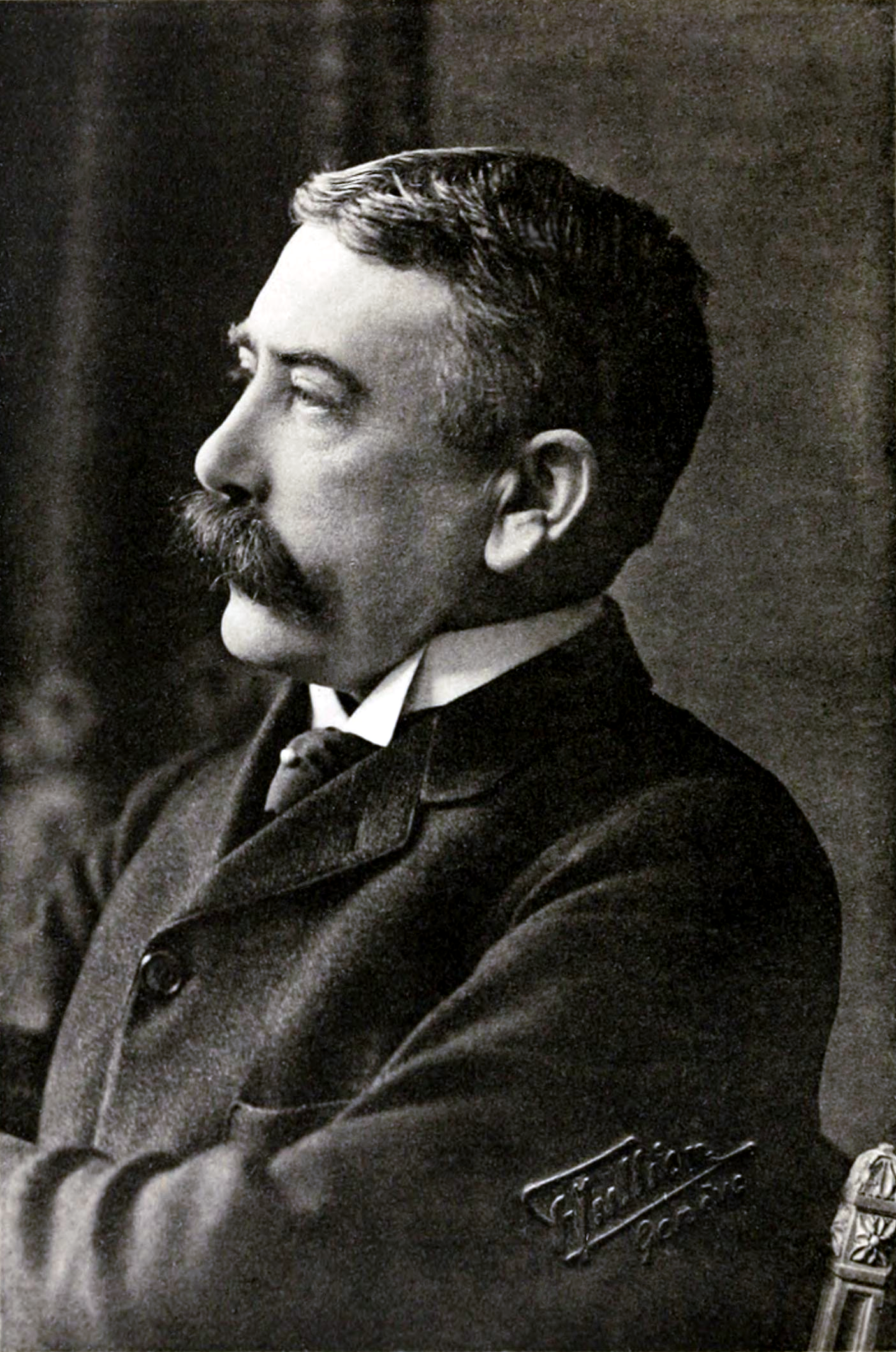
Ferdinand de Saussure é a principal figura da Escola de Genebra.

A Escola de Genebra é um grupo de linguistas de Genebra pioneiros no desenvolvimento do estruturalismo e da linguística moderna e de críticos literários que trabalhavam a partir de uma perspectiva fenomenológica.
A figura mais proeminente da Escola de Genebra foi Ferdinand de Saussure, considerado o fundador da linguística, que estabelece seu objeto de estudos —a linguagem humana — e os métodos para se pesquisar nesse campo científico. Outros colegas e alunos de Saussure também se destacaram no grupo, como Charles Bally e Albert Sechehaye. A obra Curso de Linguística Geral (1916), de Saussure, publicada por Bally e Sechehaye, agrupa a teoria saussuriana de acordo com palestras conferidas em Genebra de 1906 a 1912.